# تشقا (معصومية)
تشقا (بالفارسية: چقا) هي قرية تقع في إيران في قسم معصومیة الريفي. يقدر عدد سكانها بـ 126 نسمة بحسب إحصاء 2016.